# 东城街道 (聊城市)
东城街道，是中华人民共和国山東省聊城市东昌府区下辖的一个乡镇级行政单位。

## 行政区划
东城街道下辖以下地区：
李太屯村、大胡村、辛屯村、隋庄村、胥王村、杜庄村、徐庄村、宁庄村、单光屯村、张古禹村、广福刘村、大顾村、武楼村、马庙村、张庄村、军王屯村、徐田村、周庄村和王虎庙村。